# Geheimbundroman
Geheimbundroman – odmiana powieści łącząca cechy powieści przygodowej, powieści grozy i powieści o duchach, uprawiana w literaturze niemieckiej okresu romantyzmu.
Gatunek ten powstał w drugiej połowie XVIII wieku . Jednym z pierwszych utworów tego rodzaju, często naśladowanym, była wczesna, niedokończona powieść Fryderyka Schillera zatytułowana Spirytualista (niem. Der Geisterseher, 1786/1789) . Pod koniec XVIII w. powieści tego rodzaju pisali m.in. Heinrich Zschokke (Die schwarzen Brüder, 1791/1795) i Christian August Vulpius (Aurora, 1794) . Elementy Geheimbundroman obecne są także w powieściach takich autorów jak Ludwig Tieck, E.T.A. Hoffmann, Jean Paul i Ludwig Achim von Arnim .